# Melanotaenia
Melanotaenia là một chi cá trong họ Cá cầu vồng.

## Các loài
Có 63 loài được ghi nhận trong chi này.
- Melanotaenia affinis M. C. W. Weber, 1907
- Melanotaenia ajamaruensis G. R. Allen & N. J. Cross, 1980
- Melanotaenia ammeri G. R. Allen, Unmack & Hadiaty, 2008
- Melanotaenia angfa G. R. Allen, 1990
- Melanotaenia arfakensis G. R. Allen, 1990 * Melanotaenia arguni Kadarusman, Hadiaty, Ségura, Setia Wibawa, D. Caruso, Pouyaud, 2012[1]
- Melanotaenia australis Castelnau, 1875
- Melanotaenia batanta G. R. Allen & Renyaan, 1998
- Melanotaenia boesemani G. R. Allen & N. J. Cross, 1980
- Melanotaenia caerulea G. R. Allen, 1996
- Melanotaenia catherinae de Beaufort, 1910
- Melanotaenia corona G. R. Allen, 1982
- Melanotaenia duboulayi Castelnau, 1878
- Melanotaenia eachamensis G. R. Allen & N. J. Cross, 1982
- Melanotaenia ericrobertsi G. R. Allen, Unmack & Hadiaty, 2014[2]
- Melanotaenia exquisita G. R. Allen, 1978
- Melanotaenia fasinensis Kadarusman, Sudarto, Paradis & Pouyaud, 2010[3]
- Melanotaenia flavipinnis G. R. Allen, Hadiaty & Unmack, 2014[4]
- Melanotaenia fluviatilis Castelnau, 1878
- Melanotaenia fredericki Fowler, 1939
- Melanotaenia goldiei W. J. Macleay, 1883
- Melanotaenia gracilis G. R. Allen, 1978
- Melanotaenia herbertaxelrodi G. R. Allen, 1981
- Melanotaenia irianjaya G. R. Allen, 1985
- Melanotaenia iris G. R. Allen, 1987
- Melanotaenia japenensis G. R. Allen & N. J. Cross, 1980
- Melanotaenia kamaka G. R. Allen & Renyaan, 1996
- Melanotaenia kokasensis G. R. Allen, Unmack & Hadiaty, 2008
- Melanotaenia lacustris Munro, 1964
- Melanotaenia lakamora G. R. Allen & Renyaan, 1996
- Melanotaenia laticlavia G. R. Allen, Unmack & Hadiaty, 2014[2]
- Melanotaenia maccullochi J. D. Ogilby, 1915
- Melanotaenia mairasi G. R. Allen & Hadiaty, 2011
- Melanotaenia maylandi G. R. Allen, 1983
- Melanotaenia misoolensis G. R. Allen, 1982
- Melanotaenia monticola G. R. Allen, 1980
- Melanotaenia mubiensis G. R. Allen, 1996
- Melanotaenia multiradiata G. R. Allen, Unmack & Hadiaty, 2014[2]
- Melanotaenia nigrans J. Richardson, 1843
- Melanotaenia ogilbyi M. C. W. Weber, 1910
- Melanotaenia oktediensis G. R. Allen & N. J. Cross, 1980
- Melanotaenia papuae G. R. Allen, 1981
- Melanotaenia parkinsoni G. R. Allen, 1980
- Melanotaenia parva G. R. Allen, 1990
- Melanotaenia pierucciae G. R. Allen & Renyaan, 1996
- Melanotaenia pimaensis G. R. Allen, 1981
- Melanotaenia praecox M. C. W. Weber & de Beaufort, 1922
- Melanotaenia pygmaea G. R. Allen, 1978
- Melanotaenia rubripinnis G. R. Allen & Renyaan, 1998
- Melanotaenia salawati Kadarusman, Sudarto, Slembrouck & Pouyaud, 2011
- Melanotaenia sexlineata Munro, 1964
- Melanotaenia sneideri G. R. Allen & Hadiaty, 2013[5]
- Melanotaenia solata W. R. Taylor, 1964
- Melanotaenia splendida W. K. H. Peters, 1866
  - M. s. inornata Castelnau, 1875
  - M. s. rubrostriata E. P. Ramsay & J. D. Ogilby, 1886
  - M. s. splendida W. K. H. Peters, 1866
  - M. s. tatei Zietz (fi), 1896
- Melanotaenia sylvatica G. R. Allen, 1997
- Melanotaenia synergos G. R. Allen & Unmack, 2008[6]
- Melanotaenia trifasciata Rendahl (de), 1922
- Melanotaenia urisa Kadarusman, Hadiaty, Ségura, Setia Wibawa, D. Caruso, Pouyaud, 2012[1]
- Melanotaenia utcheensis McGuigen, 2001
- Melanotaenia vanheurni M. C. W. Weber & de Beaufort, 1922
- Melanotaenia veoliae Kadarusman, Hadiaty, Ségura, Setia Wibawa, D. Caruso, Pouyaud, 2012[1]
- Melanotaenia wanoma Kadarusman, Hadiaty, Ségura, Setia Wibawa, D. Caruso, Pouyaud, 2012[1]